# Костанда, Антигона
Антигона Костанда (араб. أنتيجون كوستاندا‎) — победительница конкурса «Мисс Мира», прошедшего в 1954 году, на котором она представляла Египет. Конкурс состоялся 18 октября 1954 года в Лондоне, Великобритания, 16 участниц боролись за титул.
В дополнение к арабскому языку она свободно говорит на греческом, английском, итальянском и французском. Её общая сумма баллов в общем зачёте конкурса «Мисс Мира» была 7,941.
Эрик Морли рассказывал в своей книге в 1967 году «Мисс Мира. История»: «Костанда сияла, она утверждала, что её победа важна для конкурса „Мисс Египет“».
На следующий 1955 год конкурс красоты «Мисс Мира» проходил в Лондоне, но Антигона не стала участвовать в мероприятии и лично передавать корону следующей победительнице из-за военных действий между Египтом и Великобританией относительно Суэцкого канала.
До победы на «Мисс Мира» Антигона Костанда имела опыт работы моделью, её лицо появлялось в многочисленных публикациях. Победа на конкурсе также помогла ей достичь вершины своей профессии и стать успешной моделью на Ближнем Востоке, во Франции, Италии и Греции. По окончании модельной карьеры она увлеклась дизайном интерьеров, и в настоящее время она руководит собственной компанией по проектированию интерьеров. Она была одним из судей на конкурсе Мисс Египет 2006.
В ноябре 2011 года Антигона была членом жюри 60-го конкурса «Мисс мира», проходившего в выставочном центре Earls Court в Лондоне.